# Postmecynostomum glandulosum
Postmecynostomum glandulosum är en plattmaskart som först beskrevs av Westblad 1946.  Postmecynostomum glandulosum ingår i släktet Postmecynostomum och familjen Mecynostomidae. Inga underarter finns listade i Catalogue of Life.